# Julienne David
Julienne David, född 21 mars 1777 i Saint-Mars-du-Désert, död 26 januari 1843 i Nantes, var en fransk kapare. 
Hon deltog i kriget i Vendée på rojalisternas sida, tillfångatogs av republikanerna, men lyckades fly undan en dödsdom. Hon lyckades få ett kaparbrev, och överföll engelska skepp i brittiska kanalen från sitt skepp Jeune Agathe. år 1803 tillfångatogs hon av britterna och dömdes till åtta år i fängelse. Hon återvände sedan till Frankrike. Hon avled i fattigdom. 
En gata i Nantes är uppkallad efter henne. Hon är också föremål för en roman.